# Oktjabr'skoe (Oblast' di Orenburg)
Oktjabr'skoe (in russo Октябрьское?) è un villaggio della Russia europea sudorientale, situato nell'oblast' di Orenburg; è il centro amministrativo del rajon Oktjabr'skij.
Si trova sulle rive del fiume Bol'šoj Jušatyr' (bacino dell'Ural), a nord di Orenburg.